# Карнавал в Риеке
Карнавал в Риеке (хорв. Riječki karneval) — карнавал в хорватском городе Риека, проходящий каждый год перед Великим постом. Карнавал впитал в себя элементы карнавалов Венеции, Австрии и праздников ряжения славян. Карнавал в Риеке возобновился в 1982 году как традиционное шествие Ряженных перед Великим Постом и как возвращение карнавалов, проводившихся в Фиуме (прежнее название Риеки).

## График проведения карнавала
За несколько недель до главного взрослого карнавального шествия проводятся подготовительные карнавальные мероприятия и карнавал для детей.
К подготовительным мероприятиям относятся:
- украшение улиц и подготовка площадей, по которым будет проходить карнавальное шествие
- конкурсный выбор королевы карнавала
- конкурсный выбор барона карнавала
- детский карнавал (за неделю до основного взрослого карнавала)
- вечернее (когда стемнеет) шествие местных групп карнавала по главной улице Корзо с целью разогрева и привлечения людей на карнавал
- основное карнавальное шествие

Кроме того, после детского и главного карнавального шествия на витринах главной улицы Корзо выставляются конкурсные рисунки детей и карнавальные фотографии местных фотографов.

## Талисманы и неотъемлемые атрибуты и участники
- Флаги, головные картонные уборы и прочие атрибуты с эмблемой карнавала — мавр и городская башня на фоне в ромбики.
- Королева карнавала
- Барон карнавала
- Мавры — это сопровождение королевы и барона карнавала. В основном эту роль исполняют девушки, переодетые в мавров.
- Местная группа участников «Halubajski zvončari, Viškovo» или вернее сказать — «Шествие быков с пастухами». Это уже в духе исконно славянских традиций.
- Местная группа «Народная милиция»